# Кабанов, Владимир Анатольевич
Владимир Анатольевич Кабанов (род. 21 декабря 1959) — советский хоккеист, нападающий.

## Биография
Воспитанник московского «Спартака». Начинал играть в первенстве СССР в команде первой лиги «Локомотив» Москва в сезоне 1977/78. Вторую половину следующего сезона провёл в «Спартаке», сыграв 12 матчей в высшей лиге. Затем выступал за «Локомотив» (1979/80 — 1982/83), «Губкинец» (Москва, КФК, 1982/83 — 1985/86), «Химик» Энгельс (вторая лига, 1985/86).
Бронзовый призёр юниорского чемпионата Европы 1977 года.